# Ernst Otterström
Ernst Evald Otterström, född 12 oktober 1861 i Varola, död 22 december 1948 i Stockholm, var en svensk arkitekt, verksam i Stockholm. 
,

## Biografi
Ernst Otterström var son till prosten Jakob Otterström och Sofia Ulrika von Schéele. Efter studentexamen i Stockholm 1882 studerade Otterström på Kungliga Tekniska Högskolan fram till 1887. Han anställdes därefter på ritkontor i Stockholm. Mellan 1888 och 1893 han var verksam i USA. Vid återkomsten blev han biträdande arkitekt vid operabygget i Stockholm 1894-1897. Han vann tredje pris i  samarbete med Löfgren & Paulson i Norrköping kring utformandet av Norrköpings rådhus. Kring sekelskiftet 1900 hade han samarbete med arkitekt Gottfrid Karlsson. Tillsammans ritade de bland annat affärs- och bostadshus Rännilen 8 i Stockholm. På 1910-talet drev han arkitektfirman Löfgren & Otterström tillsammans med  Paul A. Löfgren.
Otterström finns uppförd för ett flertal hyreshus i Stockholm och deltog även i utbyggnaden av Råsunda municipalsamhälle. Han vann första pris i tävlingen om Phoenixtomerna (1898), tredje pris i tävlingen om nytt stadshus i Norrköping (1899) , andra pris i tävlingen om Brynäshöjdens kyrka i Gävle (1900), belönades med inköp i tävlingen om Riksbanksbyggnaden i Uppsala (1901)  och vann andra pris i tävlingen om nytt stadshotell i Västervik (1904).

## Bilder

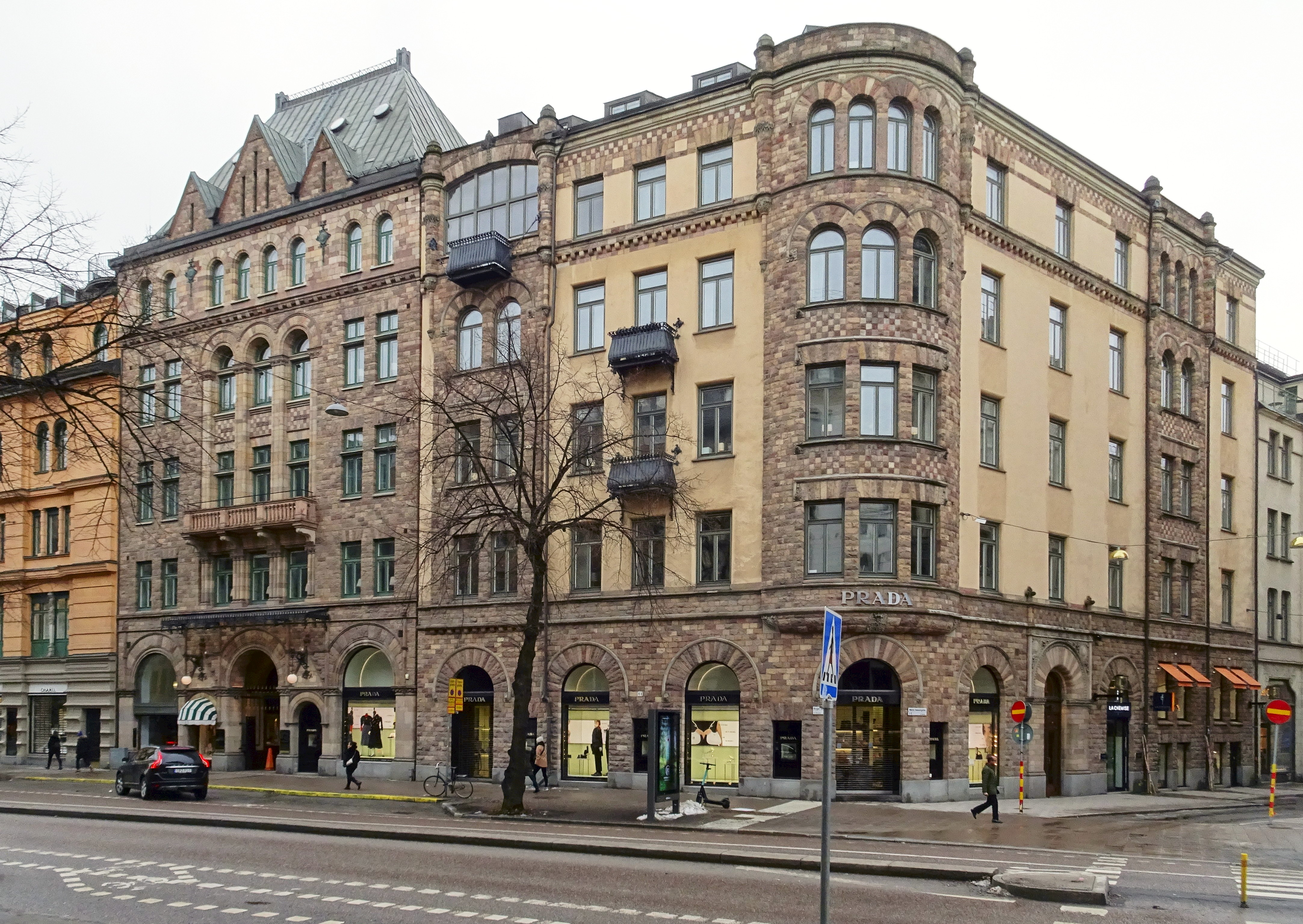
Rännilen 8, Birger Jarlsgatan 11 (1898-1901).
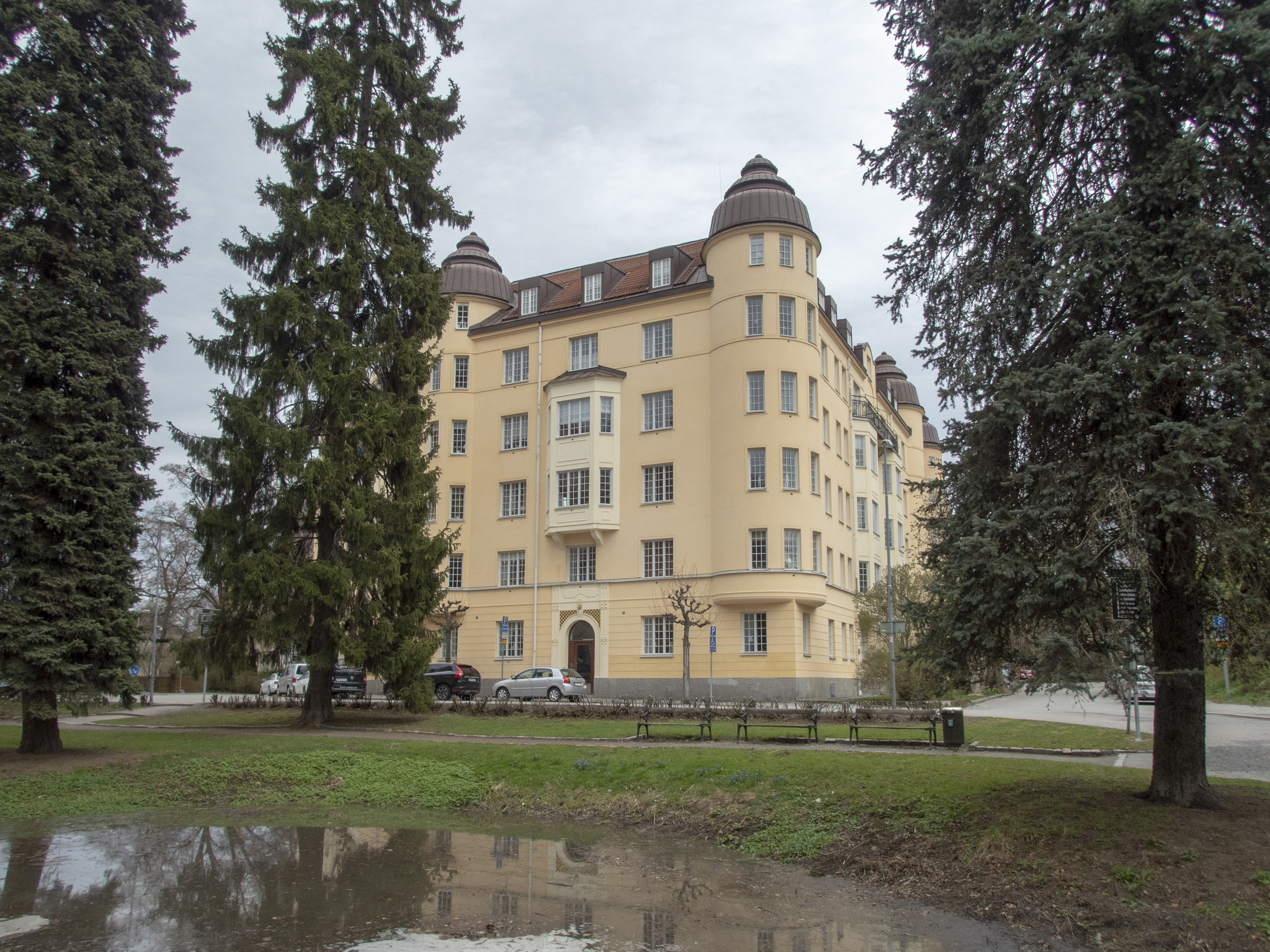
Slottet i Råsunda (1911)
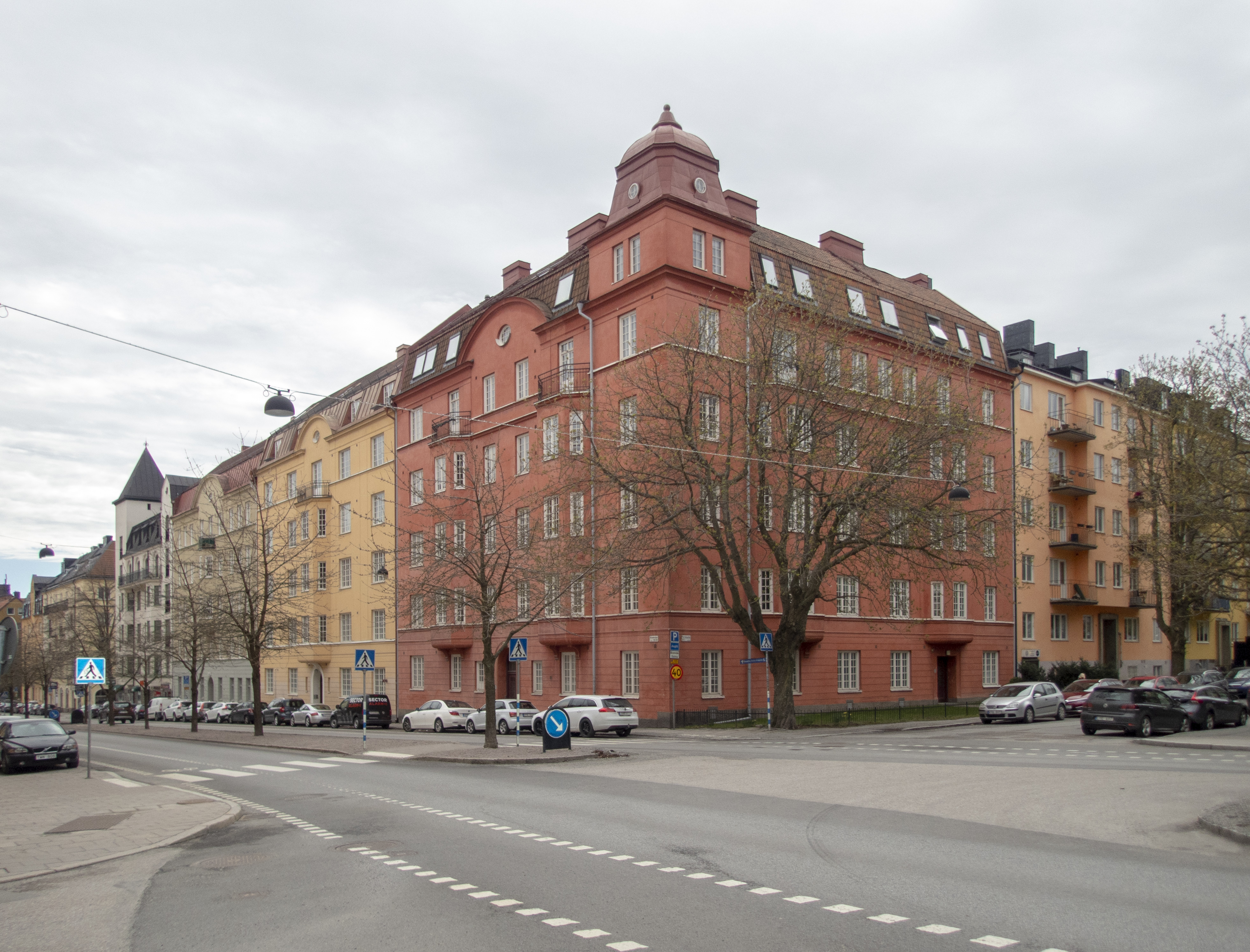
Oxeln 1, Råsunda (1911)
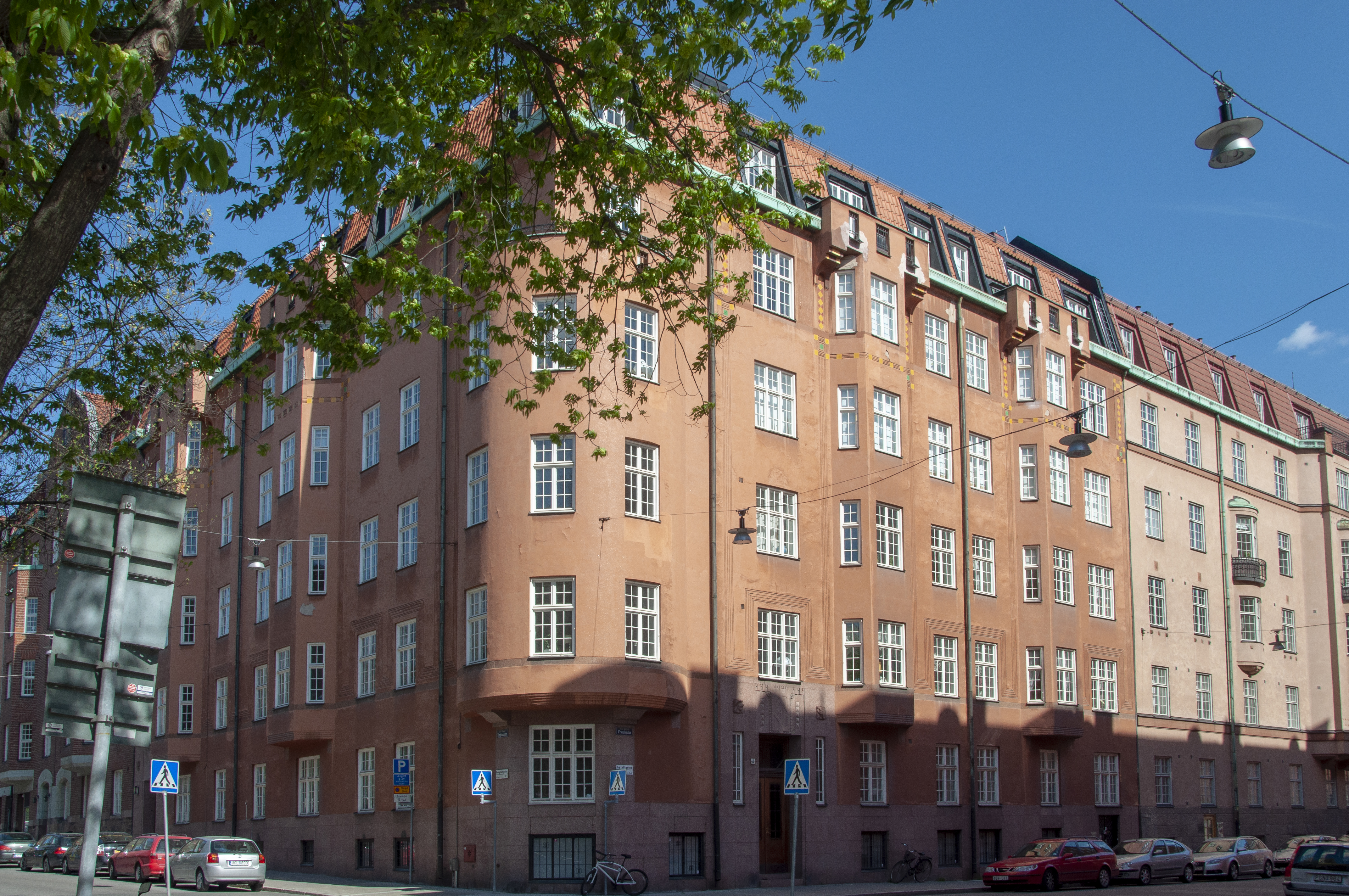
Oxeln 6, Stockholm (1912)